# Адолфс Алунанс
А́долфс А́лунанс (латис. Ādolfs Alunāns; *11 жовтня 1848, Єлгава — †5 липня 1912, Єлгава) — латвійський актор, режисер, драматург. Основоположник латвійського національного театру.

## Біографічні відомості
Автор п'єс з життя народу
- «Хто ті, що співали», 1888;
- «Плаче вся моя рідня», 1889;
- «Наші предки», 1905, та ін.).

Писав також оповідання, сатиричні вірші й фейлетони.
Редагував популярний журнал «Календар насмішника» (1892—1912). Як актор, починаючи з 1866, виступав у Дерпті (Тарту), Таллінні, Петербурзі.
З великим успіхом грав Хлестакова («Ревізор» Гоголя). Створив (1870) у Ризі перший латиський театр. 1885 залишив посаду директора та режисера театру через конфлікти з реакційним «Латиським товариством». Керував трупою пересувних театрів.
За великі заслуги перед вітчизняною культурою Алунана в народі називають «батьком латиського театру».